# Heliothela aterrima
Heliothela aterrima är en fjärilsart som beskrevs av Turner 1937. Heliothela aterrima ingår i släktet Heliothela och familjen Crambidae. Inga underarter finns listade i Catalogue of Life.